# Danger Zone (игра)
Danger Zone (с англ. — «Опасная зона») — видеоигра в жанре аркадного автосимулятора на выживание, разработанная и изданная студией Three Fields Entertainment 30 мая 2017 года для игровой консоли PlayStation 4 и персональных компьютеров под управлением Windows. 10 октября того же года игра вышла для консоли Xbox One. Danger Zone является духовным наследником серии Burnout.
13 июля 2018 года был выпущен сиквел — Danger Zone 2.

## Игровой процесс
Действие игры происходит на арене «Danger Zone». Целью является устроить наиболее зрелищные аварии в 20 различных миссиях. Можно поместить результаты в списки лидеров, а также снять видео аварий. На арене находятся бонусы, при сборе которых можно взорвать и тем самым переместить автомобиль, либо получить дополнительные очки, в зависимости от типа бонуса. При окончании аварии подсчитываются очки, и в зависимости от их количества, присуждается золотая, серебряная или бронзовая медаль. Если же во время аварии автомобиль игрока упадёт в электрическое поле, игра на арене заканчивается. В Danger Zone присутствует система достижений.

## Разработка и выход игры
Анонс Danger Zone состоялся 26 апреля 2017 года. За разработку была ответственна студия Three Fields Entertainment, которая состоит из бывших сотрудников Criterion Games, и уже имела опыт по созданию игр, выпустив Dangerous Golf и Lethal VR, которые получили смешанные оценки от прессы. Danger Zone, по словам команды, является духовным наследником серии Burnout и заимствует особенности режима «Crash» из неё, а также будет включать в себя 20 миссий с возможностью снять видео аварий и занести свои результаты в списки лидеров.
17 мая представители Three Fields Entertainment сообщили дату выхода игры, а также выпустили геймплейный трейлер. Вышла Danger Zone 30 мая 2017 года на персональные компьютеры под управлением Windows в сервисе цифровой дистрибуции Steam и на игровую приставку PlayStation 4 в PlayStation Network. 10 октября того же года состоялся релиз Danger Zone для консоли Xbox One в Microsoft Store.

## Оценки и мнения
| Сводный рейтинг    | Сводный рейтинг                              |
| Агрегатор          | Оценка                                       |
| ------------------ | -------------------------------------------- |
| GameRankings       | - 64,00 % (PS4) - 63 % (XONE) - 59,50 % (PC) |
| Metacritic         | 64/100 (PS4) 64/100 (PC) 63/100 (XONE)       |
| Иноязычные издания |                                              |
| Издание            | Оценка                                       |
| Destructoid        | 7,5/10                                       |
| EGM                | 6,5/10                                       |
| Game Informer      | 7/10                                         |
| GameSpot           | 6/10                                         |
| IGN                | 6,9/10                                       |
| PC Gamer (US)      | 53/100                                       |

Danger Zone получила неоднозначные отзывы от критиков. На сайте Metacritic средняя оценка составляет 64 балла из 100 возможных в версиях для PlayStation 4 и ПК, в версии для Xbox One — 63 балла из 100, а на GameRankings — 64,00 % для PlayStation 4, 63 % для Xbox One и 59,50 % для ПК. К достоинствам игры обозреватели отнесли идею и геймплей, но недостатками называли малое количество контента и невысокое качество графики.